# 育英二號
育英二號為中華民國的海事教育實習船，隸屬教育部，並委託國立海大附中代管；過去由臺灣省政府委託中國造船公司基隆廠建造，提供大專海事校院漁管、航海、輪機科系及高職海事漁業、航海、輪機類科學生實習船舶。

## 簡介
育英一號
臺灣省政府為提昇海事教育之永續經營理念，於1978年籌建「實習船」，並以作育英才為美意，取名「育英號」。育英號由台灣省政府教育廳委託高雄海專（今高海大）籌建，聯合船舶設計發展中心設計，台機公司負責建設，為600噸「拖、釣、圍」三用學生實習漁船。1979年7月，育英號由基隆海事（今海大附中）接辦。
育英號於1979年9月起建，於1981年3月10日在台灣機械公司舉行交船儀式，並於1981年首航。2002年停航後於港邊停泊，提供學生靜態實習；2008年7月21日標售解體。
育英二號
育英二號是於1994年建造的「實習商船」，總噸位為1,846噸，每航次容納船員20名、教師2名，以及學生至多80名。
御風號
為了取代船齡近30年的育英二號，教育部從2019年起展開新造實習船計畫，委託國立高雄科技大學執行專案，新船「御風」由台灣國際造船承造，2021年12月開工，2023年10月17日於台船高雄廠區舉行命名暨下水典禮，由教育部政務次長劉孟奇主持並由教育部技職司長楊玉惠進行擲瓶祈福儀式，2025年2月正式交船營運。

### 主要航行路程
- 大專海事校院:日本國鹿兒島縣
- 技術型高中海事類科:日本國沖繩縣

## 資料來源
1. ↑  YouTube上的育英號 Yu-Ying
2. ↑  . 中華民國教育部. 2023-10-17  [2024-06-23]. （原始内容存档于2024-06-23）.

## 外部參考
- 《海事教育實習船育英二號》。國立基隆海事職業學校編。
- 《潮訊－育英二號》。劉建隆、郭慶老、王敏昌、郭國華。 臺灣省水產試驗所編。西元1995年。